# روي موران
روي موران (بالإنجليزية: Roy Moran)‏ هو لاعب كرة قاعدة أمريكي، ولد في 17 سبتمبر 1884 في فينسينس في الولايات المتحدة، وتوفي في 18 يوليو 1966 في أتلانتا في الولايات المتحدة.

## وصلات خارجية
- روي موران على موقعبيزبول رفرنس.كوم (الدوري الرئيسي) (الإنجليزية)
- روي موران على موقعبيزبول رفرنس.كوم (الدوري الثانوي) (الإنجليزية)